# Thomas Sotto
Pour les articles homonymes, voir Sotto.
Thomas Sotto est un journaliste et animateur français de radio et de télévision, né le 2 juillet 1973 à Paris.
Après six ans au sein de la chaîne d'information en continu BFM TV, il présente Capital sur M6 de 2011 à 2014 et anime pendant quatre ans la matinale d'Europe 1 de 2013 à 2017.
De 2017 à 2018, il présente l'émission Complément d'enquête sur France 2. Il est également le joker du 20 Heures de cette même chaîne qu'il présente pour la première fois le 20 octobre 2017. Toujours sur France 2, il anime Télématin du lundi au jeudi à partir du 23 août 2021 avec Julia Vignali puis avec Marie Portolano à compter du 30 août 2023. En août 2024, il quitte l'émission pour rejoindre RTL.

## Biographie

### Enfance et formation
Thomas Sotto est né le 2 juillet 1973 à Paris. Il passe son enfance à Villeneuve-la-Garenne mais fait ses études au lycée Claude-Bernard, dans le 16e arrondissement de Paris. Il apparaît, en 1986, aux côtés d'autres élèves dans un reportage du Journal de 20 heures de TF1 présenté par Bruno Masure.
Il commence son parcours universitaire par une licence en droit, puis une maîtrise en sciences politiques, avant de se tourner vers le journalisme. Il est diplômé de l'Institut français de presse (promotion 1995).

### Carrière

#### Débuts (1995-2005)
Il commence sa carrière en 1995, en tant que reporter à RMC. En septembre 1999, il rejoint la chaîne pour enfants Canal J pour y présenter Le JTJ (Journal télévisé des jeunes) chaque soir de la semaine à 19 h 50 en alternance avec Élizabeth Tchoungui. À la suite d'un grave accident de moto en 2000, il quitte la présentation du JTJ, que Canal J supprime de l'antenne quelques mois plus tard. Après un passage par Série Club, il rejoint l'antenne régionale de France 3 Limousin-Poitou-Charentes, où il assure des chroniques, puis l'antenne nationale.
De septembre 2000 à juin 2001, il coprésente avec une amie, Peggy Olmi, À toi l'actu@ ! sur France 3 du lundi au vendredi vers 17 h 30. Ce journal télévisé destiné aux jeunes (6-12 ans initialement, mais il était aussi très suivi par les 13-15 ans) se déroule en direct dans un décor virtuel. Peggy Olmi ou Thomas Sotto (avec « Stud », un personnage en voix off) décryptent en quinze minutes l'actualité du jour. L'émission est remplacée en septembre 2002 par Mon Kanar, autre journal pour enfants.
En mars 2005, il participe au lancement de la chaîne généraliste Direct 8 sur la TNT. Il y présente régulièrement la matinale.

#### BFM TV (2005-2011)
En novembre 2005, en tant que journaliste-reporter, il participe au lancement de BFM TV, chaîne d’information en continu, sur la télévision numérique terrestre française. En mai 2006, Thomas Sotto se voit confier la présentation de la tranche BFM Soir, le samedi et le dimanche de 18 h à 21 h. Il est entouré chaque week-end de Céline Couratin puis de Gaëlle Copienne et Valérie Béranger (pour les journaux) et Maxime Cogny puis Simon Rodier (pour l'info sportive). Le reste de la semaine, il effectue toujours des reportages pour la chaîne. À l'été 2006, il est ainsi l'envoyé spécial de BFM TV au Liban pendant la crise avec Israël[source insuffisante]. En juin 2007, Thomas Sotto rejoint la grille de semaine de BFM TV pour présenter le QG de l'info.

#### M6 puis Europe 1 (2011-2017)
En août 2011, il rejoint M6 pour succéder à Guy Lagache à la présentation et la rédaction en chef du magazine sur l'économie Capital.
À partir de la rentrée 2013, il présente la matinale d'Europe 1 succédant à Bruce Toussaint.
En juin 2014, il annonce qu'il quitte la présentation de Capital pour se consacrer exclusivement à la matinale d'Europe 1. Il est remplacé sur M6 par François-Xavier Ménage.
Il perçoit sur Europe 1 un salaire mensuel de 38 000 € net.
En juin 2017, il est remercié d'Europe 1 et doit laisser sa place à Patrick Cohen.

#### France 2 (2017-2024)
À partir de septembre 2017, Thomas Sotto succède à Nicolas Poincaré à la présentation de l'émission Complément d'enquête sur France 2 et devient suppléant de Laurent Delahousse pour 19 h le dimanche (jusqu'au printemps 2018) et 20 h 30 le dimanche ainsi que des journaux de 20 heures du week-end.
En juin 2018, il annonce arrêter la présentation de l'émission Complément d'enquête sur France 2, remplacé par Jacques Cardoze. En juillet 2018, il rejoint L'Émission politique sur France 2 en remplacement de François Lenglet, parti sur TF1, au côté de Léa Salamé. À la rentrée 2019, il co-anime Vous avez la parole, nouvelle émission politique sur France 2, toujours avec Léa Salamé.
En 2018, Thomas Sotto est le parrain de la 6e édition du Txiki Festival qui a lieu à Biarritz.
À partir du 23 août 2021, il anime avec Julia Vignali le magazine Télématin du lundi au jeudi dès 6 h 30. Le binôme remplace alors Laurent Bignolas.
En novembre 2021, il renonce à présenter l’émission politique Élysée 2022 de France 2 ainsi que les interviews politiques dans Télématin pendant la période de la campagne présidentielle en raison de sa relation avec Mayada Boulos, directrice de la communication du Premier ministre, Jean Castex. Il réagit en qualifiant l'époque de « très violente et qui a tendance à tout hystériser ». Il s'agit alors d'éviter les conflits d'intérêts et respecter la jurisprudence Anne Sinclair.

#### RTL puis France Inter (2019-2022)
Fin juin 2019, il succède à Marc-Olivier Fogiel sur la tranche de 18 h à 20 h de RTL, ce dernier ayant été nommé directeur général de BFM TV.
En juillet 2021, il quitte RTL pour rejoindre France Inter où il présente, de septembre 2021 à juin 2022, une émission hebdomadaire d'interview sur l'actualité intitulée Hors Pistes, chaque dimanche de 17 h à 18 h.

#### Retour à RTL (depuis 2024)
En juillet 2024, il annonce quitter Télématin et retourne à RTL pour remplacer Yves Calvi à la tête de RTL Matin (7h/10h) avec Amandine Bégot.

## Activités audiovisuelles

### Radio
- 2013-2017 : la matinale d'Europe 1
- 2019-2021 : la tranche du 18-20 h de RTL
- 2021-2022 : Hors Pistes[27] sur France Inter
- Depuis 2024 : RTL Matin sur RTL

### Télévision
- 1999-2000 : Le JTJ (Journal télévisé des jeunes) sur Canal J : présentation en alternance avec Élizabeth Tchoungui
- 2000-2001 : À toi l'actu@ ! sur France 3 avec Peggy Olmi
- 2005 : Direct Matin sur Direct 8
- 2006-2007 : BFM Soir (week-end) sur BFM TV
- 2007-2011 : le QG de l'info sur BFM TV
- 2011-2014 : Capital sur M6
- 2017-2018 : Complément d'enquête sur France 2
- 2017-2024 : joker de Laurent Delahousse des journaux du week-end de France 2 et de l'émission 20:30 le dimanche
- 2018-2019 : L'Émission politique sur France 2 avec Léa Salamé puis Alexandra Bensaid
- 2019-2021 : Vous avez la parole sur France 2, avec Léa Salamé
- 2021-2024 : Télématin sur France 2, avec Julia Vignali puis avec Marie Portolano
- 2025 : Attentats 2015 : ce qui nous lie (documentaire sur M6)
- 2025 : L'histoire vraie du tatoueur d'Auschwitz sur M6[28]
- 2025 : On mange quoi ? Des idées pour mieux se nourrir demain sur France 5

## Critiques
En juillet 2024, le magazine Télérama publie une enquête critique sur sa méthode de travail, renseignant à l'aide de plusieurs témoignages la pression importante qu'il exerce sur ses collaborateurs de Télématin.

## Publications
- Une aventure nommée Federer : Thomas Sotto raconte "Rodgeur", Editions du Rocher, 2018.